# Joseph Nédellec
Joseph Nédellec, né le 7 octobre 1821 à Plouyé (Finistère) et mort le 13 avril 1906 à Carhaix (Finistère), est un homme politique français.
D'abord agriculteur, il devient notaire à Carhaix. 
Maire de la ville (1878-1890), il est député du Finistère de 1876 à 1881 siégeant au centre-gauche, comme républicain modéré. 
Il est l'un des 363 qui refusent la confiance au gouvernement de Broglie le 16 mai 1877. 
Il ne se représente pas en 1881 et quitte la vie politique nationale.
Conseiller général du canton de Carhaix de 1878 à 1880 et de 1886 à 1892.

## Sources
- « Joseph Nédellec », dans Adolphe Robert et Gaston Cougny, Dictionnaire des parlementaires français, Edgar Bourloton, 1889-1891 [détail de l’édition]